# José Guadalupe Martínez García
José Guadalupe Martínez García är en ort i Mexiko.   Den ligger i kommunen Santa Cruz Xoxocotlán och delstaten Oaxaca, i den sydöstra delen av landet, 400 km sydost om huvudstaden Mexico City. José Guadalupe Martínez García ligger 1 632 meter över havet och antalet invånare är 412.
Terrängen runt José Guadalupe Martínez García är kuperad norrut, men söderut är den platt. Terrängen runt José Guadalupe Martínez García sluttar österut. Runt José Guadalupe Martínez García är det tätbefolkat, med 570 invånare per kvadratkilometer. Närmaste större samhälle är Oaxaca de Juárez, 6,7 km öster om José Guadalupe Martínez García. I omgivningarna runt José Guadalupe Martínez García växer huvudsakligen savannskog.